# William Lethaby
William Richard Lethaby, född 18 januari 1857 i Barnstaple (Devon), död 17 juli 1931, var en engelsk arkitekt och arkitekturhistoriker, författare, kritiker och lärare.
Lethabys arbeten hade stort inflytande på såväl den sena Arts and Crafts-rörelsen som för den tidiga modernismen inom arkitekturen. Han påverkade även synen på restaurering.
Efter att ha praktiserat hos en lokal arkitekt och rest i Frankrike där han bland annat studerade gotiska katedraler kom han till London 1879 och blev anställd hos arkitekten Richard Norman Shaw. 
Han kom i kontakt med och arbetade inom the Society for the Protection of Ancient Buildings där man förordade att äldre byggnadsverk skulle bevara originalutförande och autenticitet istället för att förbättra och bygga om och modernisera, något som var vanligt vid tiden. Han blev bekant med viktiga gestalter inom Arts and crafts-rörelsen som William Morris och Philip Webb.
Från 1889 drev Lethaby eget arkitektkontor och han utformade utöver byggnader även möbler, böcker och glasmåleri. 
1894 blev Lethaby Art Inspector to the Technical Education Board vid London County Council. 1893 till 1911 ledde han London County Council Central School of Arts and Crafts och 1901 utnämndes han till professor i design vid Royal College of Art i London. Från 1906 till 1926 var Lethaby surveyor vid Westminster Abbey och ledde restaureringsarbetena där.

## Byggnader i urval
- Avon Tyrell House, vid Christchurch, Hampshire (1892)
- Eagle Insurance Offices, 122-124 Colmore Row, Birmingham (1900)
- Melsetter House, Hoy, Orkney (1900)
- High Coxlease House, Lyndhurst (1902)
- All Saints Church, Brockhampton, Herefordshire (1902)

## Litterära verk
- Architecture, Mysticism, and Myth (1891)
- Mediaeval Art (1904)
- Greek buildings (1908)
- Architecture: An Introduction to the History and Theory of the Art of Building (1912)
- Form in Civilization: Collected Papers on Art and Labour (1922)